# 百獣戦隊ガオレンジャーVSスーパー戦隊
『百獣戦隊ガオレンジャーVSスーパー戦隊』は、2001年8月10日に公開されたオリジナルビデオ作品。『百獣戦隊ガオレンジャー』のオリジナルビデオ作品であり、スーパー戦隊VSシリーズの一つ。

## 概要
スーパー戦隊25作目を記念作品として制作されたスーパー戦隊Vシネマ第8弾。ビッグワン（『ジャッカー電撃隊』）、レッドファルコン（『超獣戦隊ライブマン』）、ギンガブルー（『星獣戦隊ギンガマン』）、ゴーイエロー（『救急戦隊ゴーゴーファイブ』）、メガピンク（『電磁戦隊メガレンジャー』）からなる「ドリーム戦隊」とガオレンジャーが共闘する。当時、すでにメジャーになりつつあった照英が、ギンガブルー・ゴウキを再び演じた。
総集編的な要素もあり、アクションシーンでは歴代の戦士たちが戦隊ごとではなく、一人一人活躍する構成になっている。クライマックスでは歴代のレッドヒーロー24人全てが勢揃いしている。名乗りのない戦隊も多く、レッドターボは現地で急造し音声は変身時のものを流用、『光戦隊マスクマン』のレッドマスクは第1話の映像を音声のみずらして使用している。
巨大戦では全レッドの操縦するメカが参戦する。デンジファイター（『電子戦隊デンジマン』）は本作品で初めて戦闘シーンが描写された。また、タイムレッド（『未来戦隊タイムレンジャー』）のマシンとして登場したのはタイムジェット1ではなくタイムファイヤーから譲り受けたブイレックスである。バンク映像ではあるものの、メカ軍団の司令官として『超力戦隊オーレンジャー』の三浦参謀長と『秘密戦隊ゴレンジャー』の新命明が登場しており、宮内は一人三役となった。
スーパー戦隊Vシネマおよびスーパー戦隊VSシリーズの中では最も長尺（72分）な作品となっている。また、全員名乗りの際に「我ら、スーパー戦隊!」のフレーズが入ったのは本作品が初めてである。
前作まではDVDの特典映像にバトルセレクションが収録されていたが、本作品より廃止された。
脚本を手掛けた赤星政尚は『ガオレンジャー』の脚本家の一人であり、その他のスーパー戦隊には関与していない。
2020年11月8日、第33回東京国際映画祭の一環として東京ミッドタウン 日比谷ステップ広場で『劇場版 百獣戦隊ガオレンジャー 火の山、吼える』とともに上映。その後のオンライントークに金子昇、堀江慶、柴木丈瑠、酒井一圭が参加した。

## あらすじ
いつものようにオルグと戦うガオレンジャーの5人の前に、はぐれハイネス・ラクシャーサが復活し、ラクシャーサの幻でガオイエロー（鷲尾岳）、ガオブルー（鮫津海）、ガオブラック（牛込草太郎）は“戦士の魂”を奪われてしまう。幻に唯一惑わされなかったガオレッド（獅子走）はガオホワイト（大河冴）に戦えなくなった3人を連れて逃げ出すように告げ、一人でラクシャーサに立ち向かう。
一方、残された4人のガオレンジャーの前に現れたのは、かつて悪と戦った歴代スーパー戦隊の5人であった。先輩たちに戦士の魂を叩き込まれたおかげで3人は再び戦う意思を取り戻し、ガオレンジャーとスーパー戦隊、そして歴代レッド戦士もかけつけてラクシャーサに立ち向かう。

## 登場キャラクター
『百獣戦隊ガオレンジャー』の登場キャラクターについては、百獣戦隊ガオレンジャー#登場人物を参照。
ゲストキャラクターについては、各リンク先を参照。
- 番場 壮吉 / ビッグワン
- 天宮 勇介 / レッドファルコン
- 巽 ダイモン / ゴーイエロー
- ゴウキ / ギンガブルー
- 今村 みく / メガピンク

### オリジナルキャラクター
はぐれハイネス・ラクシャーサ
テトムも恐れるほどの伝説のはぐれハイネス。一人称は「俺」。あまりに強大で邪悪な衝動を自らの身体に蓄積しすぎたために角を傷つけてしまい、長い眠りについていた。自らの邪悪なる衝動の力でツエツエ、ヤバイバをはじめとするオルグ全員の力を強化（強化されたオルグは角が金色になる）させた。また、髪の毛のような触手を伸ばし対象の者を自らが作り出した幻想世界に引き込み、断末魔の幻に打ちのめされた本当に強い戦士から“戦士の魂”を喰らいさらに強化する能力を持っている。オルグシード無しに巨大化も可能。ガオレンジャーの破邪百獣剣を受けた後に巨大化。歴代ロボの力でパワーアップしたガオキングのスーパーアニマルハートで倒されても保険として分け与えていたツエツエとヤバイバのエネルギーを奪い復元しガオレンジャーとドリーム戦隊を追い込んだが、スーパー戦隊魂を奮い立たせたガオレンジャーのガオレンジャーストームを受け「バカな―!!」と断末魔を残し、消滅した。ガオレンジャーはテトムに「はぐれハイネスを倒してきた」と報告するが、今まで気絶をしていたテトムは「はぐれハイネスが復活した夢を見ていた」と全く信じなかった。
- 名称はインド神話に登場する鬼神ラクシャーサから。デザインモチーフは髪の毛。
- スーツは『ガオレンジャー』本編に登場した百鬼丸に改造された。

再生オルグ軍団
ラクシャーサの力で甦ったオルグたち。自らの実体を持つ。タービンオルグ、プラグマオルグ、タイヤオルグ、シグナルオルグ、ブルドーザーオルグの5名が復活した。ドリーム戦隊に全く敵わず倒された。
幻想世界内のオルグたち
ラクシャーサが作り出した幻想世界にいたオルグたち。実体は持たないが戦うことはできる。ウエディングドレスオルグ、帆船オルグ、携帯電話オルグが登場。幻想世界内でガオレッドと戦い、これまでの戦いを思い出したガオレッドに圧倒され、ガオメインバスターで倒された。
強化オルゲット
ラクシャーサに強化されコブが金色の角になったオルゲット。ガオブルーと同様の技やガオブラック以上のパワーを誇り、一度は彼らを破る。ただしこの強さはラクシャーサに見せられたただの幻でしかなく、ドリーム戦隊には相手にならず、さらに戦士の魂を取り戻した鷲尾、鮫津、牛込を相手にしてもなすすべなく叩きのめされた。

## 装備・戦力
キャプチャースナイパーフルパワー
メガピンクの技。バトルライザーの03モードでキャプチャースナイパーをパワーアップさせた。

ガオレンジャーストーム
再生したラクシャーサを倒した必殺技。スーパー戦隊魂を受け継いだガオレンジャーが上空にエネルギー球を作り出し、レッドが他の4人の腕を組んだスクラムを踏み台にしてジャンプ、「邪鬼浄散」の掛け声とともにオーバーヘッドキックでエネルギー球を蹴り放つ。
- その名称や技の演出などは、『秘密戦隊ゴレンジャー』の必殺技「ゴレンジャーストーム」を髣髴とさせるものとなっている。

## キャスト
- 獅子走 / ガオレッド - 金子昇
- 鷲尾岳 / ガオイエロー - 堀江慶
- 鮫津海 / ガオブルー - 柴木丈瑠
- 牛込草太郎 / ガオブラック - 酒井一圭
- 大河冴 / ガオホワイト - 竹内実生
- テトム - 岳美
- ツエツエ - 斉藤レイ
- 番場壮吉 / ビッグワン - 宮内洋 『ジャッカー電撃隊』
- ゴウキ / ギンガブルー - 照英 『星獣戦隊ギンガマン』
- 今村みく / メガピンク - 東山麻美 『電磁戦隊メガレンジャー』
- 巽ダイモン / ゴーイエロー - 柴田賢志 『救急戦隊ゴーゴーファイブ』
- 天宮勇介 / レッドファルコン - 嶋大輔 『超獣戦隊ライブマン』

### スーツアクター
- ガオレッド[5]、ギンガブルー[6]、オーレッド[7]、レッドレーサー[7]、メガレッド[7] - 福沢博文
- 竹内康博
- ガオブルー[5] - 今井靖彦
- ガオブラック[5] - 日下秀昭
- ガオホワイト[5] - 蜂須賀祐一
- メガピンク[5] - 中川素州
- 石垣広文
- メガピンク[8] - 神尾直子
- ガオイエロー[5] - 三村幸司
- 藤榮史哉
- 中島俊介
- レッドファルコン[9][5] - 新堀和男
- 橋本恵子
- 小倉敏博
- 杉本泰治
- 三住敦洋

ノンクレジット
- ビッグワン[10] - 岡本美登
- ビッグワン[5]、ニンジャレッド[7]、ギンガレッド[7]、ゴーレッド[7]、タイムレッド[7] - 高岩成二
- ギンガブルー[5] - 押川善文
- ゴーイエロー[5] - 伊藤慎
- アカレンジャー[11] - 谷口正洋

### 声の出演
- ヤバイバ - 坂口候一
- ウエディングドレスオルグ - 江川央生[注 3]
- 帆船オルグ - 宇垣秀成
- 携帯電話オルグ - 津久井教生
- タイヤオルグ - 塩野勝美（ノンクレジット）
- オルゲット - 塩野勝美、大村亨、穴井勇輝（ノンクレジット）
- ラクシャーサ - 飯塚昭三
- ナレーション - 増岡弘

## スタッフ
- 原作 - 八手三郎、石ノ森章太郎
- 脚本 - 赤星政尚
- プロデューサー - 高橋由佳（テレビ朝日）、日笠淳・加藤和夫（東映）、矢田晃一（東映エージエンシー）
- 製作 - テレビ朝日、東映ビデオ、東映、東映エージエンシー
- アクション監督 - 竹田道弘
- 音楽 - 中川幸太郎
- 撮影 - 松村文雄
- 計測 - 佐々木伸敏
- 助監督 - 福島耕二
- 特撮監督 - 佛田洋
- プロデューサー補 - 横塚孝弘
- 監督 - 竹本昇

## 音楽
本作品ではVSシリーズで初めて専用のエンディングテーマが用意された。
オープニングテーマ「ガオレンジャー吼えろ!!」
作詞：桑原永江 / 作・編曲：中川幸太郎 / 歌：山形ユキオ / コーラス：高尾直樹、佐々木久美、斉藤妙子
エンディングテーマ「燃えろ!スーパー戦隊魂!!」
作詞：桑原永江 / 作・編曲：亀山耕一郎 / 歌：水木一郎、堀江美都子

### 挿入歌
戦隊名などが入らない楽曲を中心に選曲されている。いずれもノンクレジット。
「セクシャル・レディ」
作詞：吉田健美 / 作曲：加瀬邦彦 / 編曲：田中公平 / 歌：石渡マキ
「青春サーキット」
作詞：洲崎千恵子 / 作曲・編曲：出口雅生 / 歌：朝川ひろこ
「Blue Togetherness」
作詞：冬杜花代子 / 作曲・編曲：矢野立美 / 歌：宮内タカユキ
「俺のハートは夢じかけ」
作詞：八手三郎 / 作曲・編曲：京建輔 / 歌：MoJo
「心よ しなやかに舞え!」
作詞：松本一起 / 作曲：小杉保夫 / 編曲：米光亮 / 歌：佐藤健太、こおろぎ'73
「夢の翼を」
作詞：山川啓介 / 作曲：渡辺宙明 / 編曲：いちひさし / 歌：串田アキラ
「超獣戦隊ライブマン」
作詞：大津あきら / 作曲：小杉保夫 / 編曲：藤田大土 / 歌：嶋大輔
「五つの心でファイブロボ」（インストゥルメンタル）
作曲：小杉保夫 / 編曲：吉田明彦
「スペードエース若き獅子」（インストゥルメンタル）
作曲・編曲：渡辺宙明

## メディア
- 2001年8月10日 - レンタル開始。
- 2001年 - VHS発売[14]。
- 2001年12月 - DVD発売[14]。
- 2016年3月23日 - BD発売（スーパー戦隊V CINEMA&THE MOVIE Blu-ray BOX 1996-2005に収録）。
- 2019年2月6日 - BD分割発売開始（スーパー戦隊 V CINEMA&THE MOVIE Blu-ray 2001に収録）。
- 2019年7月21日 - 『特捜戦隊デカレンジャーVSアバレンジャー』と同時収録の廉価版DVD発売。